# Richard B. Handler
Richard B. "Rich" Handler (nascido em 23 de maio de 1961) é um empresário americano, e presidente do conselho e diretor executivo (CEO) do Jefferies Group. Handler também é o CEO da Leucadia.

## Infância e educação
Filho de Alan e Jane Handler, cresceu em Nova Jérsia, se formou em 1979 na Pascack Hills High School, em Montvale. Handler é bacharel em economia pela Universidade de Rochester em 1983 e possui MBA pela Stanford University em 1987. Antes da pós-graduação, ele trabalhou como banqueiro de investimentos na First Boston e, posteriormente, trabalhou como negociador de junk bonds para Michael Milken na Drexel Burnham Lambert.

## Carreira profissional

### Jefferies
Handler ingressou na Jefferies em abril de 1990 como vendedor e comerciante e foi nomeado CEO em 1 de janeiro de 2001, Presidente em 2002. Durante seu período na Jefferies, entre 1990 e 2012, as ações foram compostas anualmente em 22%. Em 2010, Handler recebeu uma remuneração total do CEO de 13,4 milhões de dólares, tornando-o o 72º CEO mais bem pago de acordo com a Forbes.

#### Comitê executivo da Jefferies
Em abril de 2012, Handler e Presidente do Comitê Executivo da Jefferies, Brian Friedman formaram o Conselho Consultivo Sênior Global da Jefferies, que agora inclui James D. Robinson III, Lord Hollick, Michael Goldstein, Bernard Bourigeaud, Dennis Archer, Sir David Reid, Gilles Pélisson, e G. Richard Wagoner.

### Relatório Egan-Jones
Em novembro de 2011, a empresa de classificação Egan-Jones emitiu um relatório negativo sobre a Jefferies que causou uma queda de 20% no preço das ações da Jefferies minutos após o sino de abertura na manhã seguinte. Verificou-se que este relatório continha várias imprecisões: a Jefferies foi acusada de ter 77% do patrimônio líquido vinculado aos mesmos títulos ilíquidos de dívida soberana que haviam acabado de derrubar a MF Global, deixando de mencionar que a posição havia sido protegida, supostamente compensando exposição. Chris Kotowski, da Oppenheimer & Co., fez declarações públicas apontando números adicionais no relatório Egan-Jones que eram "tão grotescamente errados que deveriam imediatamente pular da página para qualquer pessoa remotamente familiarizada com os números". Isso incluiu a alegação falsa de que a receita da Jefferies havia diminuído 37,8% anualmente nos últimos dois anos. De fato, a receita líquida da Jefferies aumentou 154% entre 2008 e 2011, de acordo com os registros da empresa. O relatório Egan-Jones foi descrito por Kotowski em seu relatório de pesquisa de 23 de novembro de 2011 intitulado "Another Hack Attack" como 'totalmente errado' e foi seguido pelo que Richard Handler caracterizou como um ataque público de várias semanas a Jefferies por Sean Egan. Handler e a equipe de administração da Jefferies responderam com imediatismo e transparência sem precedentes, derrubando 75% dessa posição de dívida soberana em questão de dias para provar que os títulos estavam cobertos e altamente líquidos, reduzindo drasticamente o restante do balanço da Jefferies e abordando publicamente as acusações. quase diariamente. Essa resposta agressiva e não convencional resultou em uma eventual recuperação no preço das ações da Jefferies a partir das baixas de novembro.

### Resgate do Knight Capital Group
Em agosto de 2012, a Handler desempenhou um papel de liderança na economia do Knight Capital Group, depois de sofrer uma perda de 440 milhões de dólares devido a uma 'falha na tecnologia'. Juntamente com Brian Friedman, a Handler estruturou e liderou o resgate, que incluiu a Jefferies como o maior acionista, com um investimento de 125 milhões de dólares.

### Fusão com a Leucadia
Em 12 de novembro de 2012, a Jefferies anunciou sua fusão com a Leucadia, sua maior acionista. Naquela época, as ações ordinárias da Leucadia estavam sendo negociadas a 21,14 dólares por ação. Em 31 de dezembro de 2015, as ações da Leucadia eram negociadas a 17,39 dólares por ação. Em março de 2013, a Jefferies se fundiu com a Leucadia, e a Handler se tornou CEO de ambas as empresas.

### Rejeitando o bônus de 2014
Em 2012, o pacote de pagamentos da Handler totalizou 19 milhões de dólares, mais do que o dos executivos de alguns dos maiores bancos, como Jamie Dimon, do JPMorgan Chase. Em fevereiro de 2015, no entanto, a Handler recusou um bônus de 2,2 milhões de dólares depois que a Jefferies sofreu um difícil último trimestre de 2014. O presidente do banco, Brian P. Friedman, recusou um bônus no mesmo valor. A compensação de ações de longo prazo de cada homem para o ano de 2014 também foi reduzida em 67.000 ações, no valor de cerca de 1,5 milhões de dólares.

## Outras atividades profissionais
Richard Handler também é presidente e CEO da Handler Family Foundation e atua no Conselho Consultivo da Escola de Negócios da Universidade de Stanford. Para a Universidade de Rochester, Handler atua no Conselho de Curadores, como Chairman do Comitê de Finanças e como Co-Chairman da Campanha de Capital da universidade. A Handler doou 25 milhões de dólares para o Jane and Alan Handler Scholarship Fund (nomeado para os pais de Handler) para estudantes excepcionais de origens desfavorecidas com potencial para liderança futura.